# 西毛総合運動公園陸上競技場
西毛総合運動公園陸上競技場（せいもうそうごううんどうこうえんりくじょうきょうぎじょう）は、群馬県安中市の運営する陸上競技場で、西毛総合運動公園内に、野球場や少年野球場などと隣接して立地している。
トラックはシンダーで、フィールドはクレー。スタンドは芝生席であるが、段状になっているため、観戦しやすい。収容人数は1000人（全席芝生席）。所在地は群馬県安中市中宿283。